# Washington Headquarters Services

Sigillet för Washington Headquarters Services.

Washington Headquarters Services (WHS) är en stödverksamhet inom USA:s försvarsdepartement. WHS grundades 1977, har cirka 1 300 medarbetare, ansvarar för drift och förvaltning av kontorsbyggnaden Pentagon utanför Washington, DC samt tillhandahåller administrativa tjänster åt försvarsministerns kansli, samfällda stabscheferna och militärdepartementens högkvartersstaber.
David "Doc" O. Cooke var chef för WHS från starten fram till sin död 2002 och han kom med tiden att kallas för "Pentagons borgmästare".